# Waldemar Fronczak
Waldemar Fronczak (ur. 22 kwietnia 1955 roku w Łodzi) – genealog, heraldyk, dziennikarz specjalizujący się w historii.

## Życiorys
Waldemar Fronczak z wykształcenia socjolog. Były dziennikarz Kuriera Polskiego i Tygodnika Demokratycznego specjalizujący się w historii. Przez lata związany ze środowiskami artystycznymi. W młodości członek Studenckiego Teatru „Pstrąg" w Łodzi.
Od lat zajmuje się genealogią i heraldyką. Jako konsultant historyczny i dokumentalista pracował w Telewizji Polskiej przy serii filmów popularno-naukowych „Klasztory Polskie” w reżyserii Beaty Szuszwedyk-Sadurskiej. Będąc współpracownikiem firmy producenckiej Rochstar, prowadził poszukiwania genealogiczne, współtworzył scenariusze felietonów filmowych i występował jako główny ekspert we wszystkich odcinkach w cyklu programów telewizyjnych „Sekrety rodzinne”. Opracował historię rodzin wielu znanych polskich gwiazd filmu, telewizji, estrady, polityki i biznesu. Po programie współpracował przy książce „Stuhrowie. Historie rodzinne”,
Działacz amatorskiego ruchu genealogicznego. Aktywnie uczestniczy w towarzystwach regionalnych i Polskim Towarzystwie Genealogicznym. Wraz z Witoldem Mazuchowskim założyciel internetowego forum dyskusyjnego genealogów hobbistów „Forgen” oraz pomysłodawca utworzenia internetowego spisu ocalałych inskrypcji poświęconych poległym w czasie działań I wojny światowej. Jest autorem kilku publikacji z zakresu historii, heraldyki i genealogii zamieszczonych w czasopismach Gens, Pro Memoria i rocznikach towarzystw genealogicznych. Od lat publikuje też liczne artykuły na stronach genealogicznych i forach. Współautor cyklu artykułów o znanych rodzinach w piśmie Focus Historia. Był polskim konsultantem światowego towarzystwa genealogicznego Ancestry. Również, jako konsultant historyczny współpracował z Wydawnictwem Literackim w Krakowie (przy opracowywaniu książek biograficznych). Od lat prowadzi badania nad genezą herbu Prus II.

## Publikacje
- Herb Prus II zwany Wilczymi Kosami do początków XVI wieku, Wydawnictwo Forgen, Starowa Góra 2021 r.;